# Кісмайо

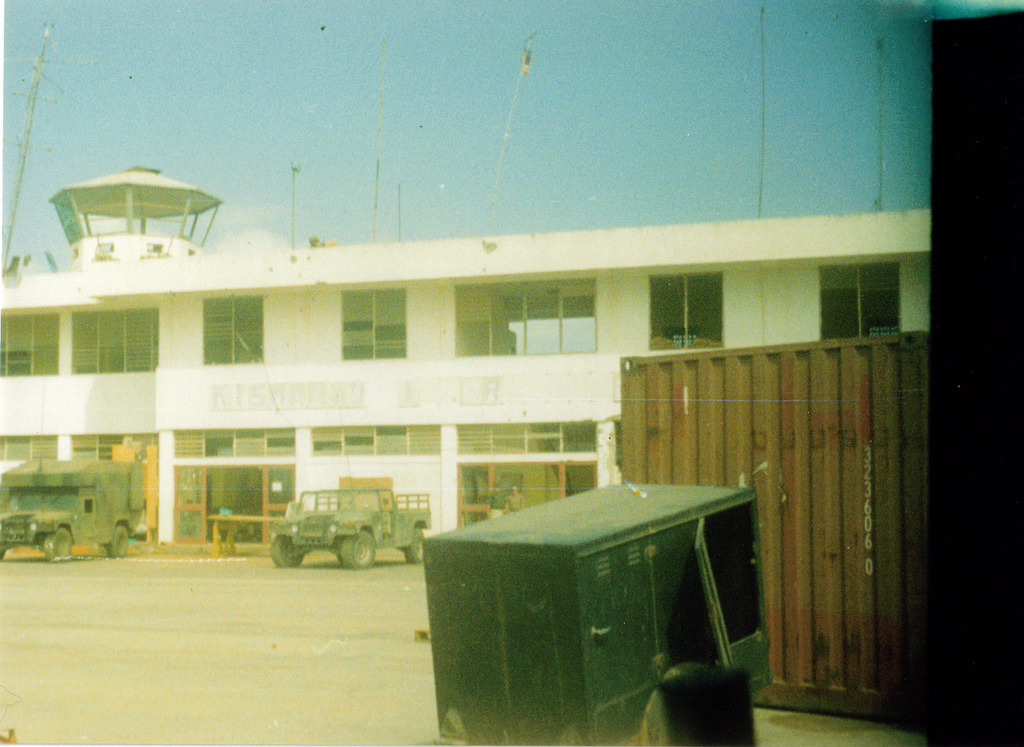
Аеропорт Кісмайо

Кісмайо (сом. Kismaayo; араб. كيسمايو) — портове місто в Сомалі. Є адміністративним центром провінції Сомалі Нижня Джуба і столицею невизнаної держави Джубаленд. Океанський порт і аеропорт.

## Географія
Розташоване на півдні країни, поблизу кордону з Кенією. Місто лежить на березі Індійського океану, поблизу гирла річки Джуба. Поруч з містом, в океані знаходяться острови Баджуні.

### Клімат
Місто знаходиться у зоні, котра характеризується кліматом помірних степів та напівпустель. Найтепліший місяць — квітень із середньою температурою 28.3 °C (83 °F). Найхолодніший місяць — липень, із середньою температурою 25.6 °С (78 °F).
| Клімат Кісмайо          | Клімат Кісмайо | Клімат Кісмайо | Клімат Кісмайо | Клімат Кісмайо | Клімат Кісмайо | Клімат Кісмайо | Клімат Кісмайо | Клімат Кісмайо | Клімат Кісмайо | Клімат Кісмайо | Клімат Кісмайо | Клімат Кісмайо | Клімат Кісмайо |
| Показник                | Січ.           | Лют.           | Бер.           | Квіт.          | Трав.          | Черв.          | Лип.           | Серп.          | Вер.           | Жовт.          | Лист.          | Груд.          | Рік            |
| Абсолютний максимум, °C | 31             | 31             | 33             | 37             | 32             | 31             | 33             | 30             | 32             | 32             | 32             | 32             | 37             |
| Середній максимум, °C   | 30             | 30             | 31             | 31             | 30             | 28             | 28             | 28             | 28             | 30             | 31             | 30             | 30             |
| Середня температура, °C | 27             | 27             | 27             | 28             | 27             | 25             | 25             | 25             | 25             | 27             | 28             | 27             | 27             |
| Середній мінімум, °C    | 24             | 24             | 24             | 25             | 25             | 23             | 23             | 22             | 22             | 24             | 25             | 24             | 24             |
| Абсолютний мінімум, °C  | 22             | 22             | 22             | 22             | 21             | 22             | 18             | 20             | 20             | 22             | 22             | 20             | 18             |
| Норма опадів, мм        | 0              | 0              | 0              | 10             | 70             | 60             | 30             | 0              | 0              | 0              | 0              | 0              | 220            |
| Днів з дощем            | 0              | 0              | 0              | 1              | 5              | 4              | 3              | 0              | 0              | 0              | 0              | 0              | 18             |
| Вологість повітря, %    | 81             | 81             | 79             | 78             | 78             | 80             | 84             | 82             | 82             | 81             | 80             | 81             | 81             |
| ----------------------- | -------------- | -------------- | -------------- | -------------- | -------------- | -------------- | -------------- | -------------- | -------------- | -------------- | -------------- | -------------- | -------------- |
| Джерело: Weatherbase    |                |                |                |                |                |                |                |                |                |                |                |                |                |

## Історія
Місто Кісмайо було побудоване народом баджуні, які розмовляють мовою суахілі. Пізніше в цей регіон прийшли племена сомалі. В даний час населення міста і околиць мультиетнічне.
В 1835 році Кісмайо і його околиці були підпорядковані султану Занзібару. З 1895 року район Джубаленд, у якому знаходився Кісмайо, увійшов до складу британської колонії Кенія. В 1925 він був переданий Італії і в 1926 році увійшов до складу колонії Італійське Сомалі. Кісмайо стає адміністративним центром провінції Ольтра Джиба.
Місто розділене на п'ять округів, а саме Farjano, Faanoole, Shaqaalaha, Siinaay і Calanleey. Початок заснування міста почався з району Calenleey, він є найстарішим зі всіх чотирьох районів. Крім етнічних сомалійців в місті проживають різні групи населення, включаючи індійців, арабів, банту, браванезійців, баджуні тощо.
У роки громадянської війни в Сомалі за володіння Кісмайо велися запеклі бої.
Конфлікт у Джубаленді торкався майже всіх сомалійських кланів, які так чи інакше претендують на ці території, оскільки кожен з кланів має часткове володіння в Кісмайо або Нижній Джубі.
Іншими словами, конфліктогенність ситуації на півдні цілком і повністю залежить від основоположного питання, кому належать ці території. Кожен клан має свої власні вимоги на основі своєї інтерпретації історичних подій. В епіцентрі боротьби виявився контроль над портом, який використовується для отримання доходів від експорту вугілля та імпорту інших товарів, а особливо від контрабанди цукру з Кенії. Клани, що контролюють Кісмайо, мають найкращі умови для життя в Джубаленді, і місто сприймається ними як столиця цієї невизнаної держави.
Незважаючи на широке поширення кланової родини дарод, домінуючої на території між річками Джуба і Тана, багато інших кланів і соціальних групи складають значну частину від загальної чисельності населення, і вважають за необхідне отримувати свою частку від порту. Але в даному випадку перерозподіл контролю над Кісмайо, може стати джерелом доходу для збройної опозиції, в особі Харакат аш-Шабаб а.
Зусилля за мирною угодою в Джубаленді сприятливо вплинули на результат боротьби за нижню Джубу і порт Кісмайо. Бандформування інших регіонів продовжували військові дії, але тим не менш угода була досягнута в серпні 1993 року в столиці Джубаленду, у якому взяли участь 154 лідери різних угруповань. Проте конфлікт знову вибухнула в лютому 1994 року, старійшини не змогли примусити до миру два ополчення. ЮНОСОМ II спробував використати всеосяжний договір з врегулювання конфлікту в Кісмайо між провідними бойовиками, як шаблон для національного примирення. У травні 1994 року спеціальний представник ООН Лансана Куяте скріпив угоду в Найробі, виголосивши промову: «польові командири в даний час мирні лідери», але оптимістичний висновок не підтверджується наступними подіями. Всеосяжна національна конференція з примирення не відбулася.
Спочатку Кісмайо був опорною базою утвореного в 1999 році Альянсу долини Джуба. У вересні 2006 року місто було зайняте військами Союзу ісламських судів, але 1 січня 2007 вони були вибиті з Кісмайо частинами ефіопської армії і сомалійського перехідного уряду.
З серпня 2008 року Кісмайо контролювався військами Харакат аш-Шабабу, радикального крила Союзу ісламських судів. Восени 2012 року сили Африканського союзу (конкретніше — Кенії та Ефіопії за допомогою Перехідного уряду Сомалі і руху Раскамбоні) вибили Харакат аш Шабаб з Кісмайо, встановивши контроль над містом.